# بي إم دبليو آر 90 اس
بي إم دبليو آر90اس (بالإنجليزية: BMW R90S)‏ هي دراجة نارية من تصنيع بي إم دبليو.